# Вода для ін'єкцій
Вода для ін'єкцій (лат. Aqua pro injectionibus) — вода, що призначена для виготовлення лікарських форм і водорозчинних препаратів (а також для очних крапель, розчинів для орошення для промивання ран) використовують воду для ін'єкцій, яка незалежно від вимог до дистильованої води, повинна задовольняти потреби на відсутність пірогенних речовин.
Воду для ін'єкцій зберігають у спеціальних умовах, які виключають можливість попадання до неї мікроорганізмів із навколишнього середовища (асептичні умови). Вода для ін'єкцій придатна для виготовлення відповідних лікарських форм протягом не більше ніж 24 годин з моменту її одержання.

## Джерело
- Фармацевтична енциклопедія. [Архівовано 10 березня 2016 у Wayback Machine.]